# 艾哈迈德·谢诺尔
艾哈迈德·谢诺尔（土耳其語：Ahmet Şenol，1926年3月5日—2019年4月7日），土耳其摔跤运动员。他参加了1948年夏季奥运会和1952年夏季奥运会摔跤比赛。分别获得第6名和第5名。